# Straßensystem in Russland

Geschwindigkeitsbegrenzungen auf Russlands Straßen

Das Straßensystem in Russland basiert sich auf dem Föderalen Fernstraßennetz. Die Fernstraßen in Russland sind nach verschiedenen Kriterien und Kategorien eingeteilt.

## Fernstraßen
Das russische Fernstraßennetz ist das Straßennetz in Russland und umfasst eine Länge von 51.800 Kilometern (Stand 2017). Es besteht aus Autobahnen, Schnellstraßen, autobahnähnlichen Straßen und Landstraßen. Der Betreiber Rosawtodor, der zum russischen Verkehrsministerium gehört, ist für den Betrieb der Fernstraßen verantwortlich. Rosawtodor vergibt und verwaltet Mittel aus dem föderalen Haushalt für den Bau Entwicklung und den Betrieb von Fernstraßen. Die Autobahnen und Schnellstraßen, für die zum Teil eine Maut erhoben wird, werden von der staatlichen Autobahnbetreiber Awtodor betrieben.

### Nummerierung
Die russischen Fernstraßen werden mit einem Buchstaben und einer Zahl nummeriert. Mit der Verfügung der Regierung der Russischen Föderation vom 17. November 2010 werden die Fernstraßen in Russland wie folgt nummeriert:
- «M» Fernstraßen, die die russische Hauptstadt Moskau mit den Nachbarländern und den Verwaltungszentren der Subjekte verbinden.
- «P» (kyrillisches R) Fernstraßen die die Verwaltungszentren der Subjekte miteinander verbinden.
- «A» Fernstraßen, die in der Regel als Zubringerstraßen dienen und den Zugang zu wichtigen Verkehrsknotenpunkten und besonderen Einrichtungen wie Häfen, Flughäfen, Bahnhöfe und Seen ermöglichen. Sie verbinden auch mehrere Fernstraßen miteinander.

Nummernschild (Fernstraße)
Nummernschild (Europastraße)
Kilometerschild mit der Aufschrift Rosawtodor

### Klassifizierung
Prozentualer Anteil der klassifizierten Fernstraßen (Stand 2017)
Die Fernstraßen in Russland werden gemäß dem Föderalen Fernstraßengesetz vom 8. November 2007 klassifiziert. Mit der Klassifizierung wird die Art des Ausbaus angegeben. Von den 51.800 Kilometern Fernstraßen (Stand 2017) sind 8.288 Kilometer der 1. Kategorie und 43.512 Kilometer der 2 bis 5 Kategorie zugeordnet. Die Klassifizierung erfolgt unter folgende Kriterien:
| Klassifizierung der Föderalen Fernstraßen in Russland | Klassifizierung der Föderalen Fernstraßen in Russland | Klassifizierung der Föderalen Fernstraßen in Russland | Klassifizierung der Föderalen Fernstraßen in Russland | Klassifizierung der Föderalen Fernstraßen in Russland | Klassifizierung der Föderalen Fernstraßen in Russland               | Klassifizierung der Föderalen Fernstraßen in Russland | Klassifizierung der Föderalen Fernstraßen in Russland |
| Klasse                                                | Kategorie                                             | Gesamtanzahl der Fahrspuren                           | Fahrbahnbreite in Meter                               | Fahrbahntrennung durch Mittelstreifen                 | Kreuzung von Straßen, Fuß und Radwege                               | Kreuzung von Eisenbahnstrecken                        | Zufahrtswege auf gleicher Ebene                       |
| ----------------------------------------------------- | ----------------------------------------------------- | ----------------------------------------------------- | ----------------------------------------------------- | ----------------------------------------------------- | ------------------------------------------------------------------- | ----------------------------------------------------- | ----------------------------------------------------- |
| Autobahn                                              | 1A                                                    | 4 oder mehr                                           | 3,75                                                  | erforderlich                                          | auf verschiedene Ebenen                                             | auf verschiedene Ebenen                               | nicht zulässig                                        |
| Schnellstraße                                         | 1B                                                    | 4 oder mehr                                           | 3,75                                                  | erforderlich                                          | auf verschiedene Ebenen                                             | auf verschiedene Ebenen                               | zulässig ohne die direkte Straße zu kreuzen           |
| Normale Fernstraßen                                   | 1W                                                    | 4 oder mehr                                           | 3,75                                                  | erforderlich                                          | auf gleicher Ebene nur mit Ampelanlage und Fußgängerüberweg erlaubt | auf verschiedene Ebenen                               | zulässig ohne die direkte Straße zu kreuzen           |
| Normale Fernstraßen                                   | 2                                                     | 4                                                     | 3,5                                                   | erforderlich                                          | auf gleicher Ebene nur mit Ampelanlage und Fußgängerüberweg erlaubt | auf verschiedene Ebenen                               | zulässig                                              |
| Normale Fernstraßen                                   | 2                                                     | 2 oder 3                                              | 3,75                                                  | Nicht erforderlich                                    | auf gleicher Ebene                                                  | auf verschiedene Ebenen                               | zulässig                                              |
| Normale Fernstraßen                                   | 3                                                     | 2                                                     | 3,5                                                   | Nicht erforderlich                                    | auf gleicher Ebene                                                  | auf verschiedene Ebenen                               | zulässig                                              |
| Normale Fernstraßen                                   | 4                                                     | 2                                                     | 3,0                                                   | Nicht erforderlich                                    | auf gleicher Ebene                                                  | auf gleiche Ebene                                     | zulässig                                              |
| Normale Fernstraßen                                   | 5                                                     | 1                                                     | 4,5 oder mehr                                         | Nicht erforderlich                                    | auf gleicher Ebene                                                  | auf gleiche Ebene                                     | zulässig                                              |

## Autobahnen
Die Autobahnen in Russland sind kreuzungsfrei, richtungsgetrennt, haben mindestens zwei Fahrstreifen pro Richtung und sind mit dem Zeichen 5.1 der russischen Straßenverkehrsordnung gekennzeichnet. In der Klassifizierung der föderalen Fernstraßen werden Autobahnen in die Kategorie 1A eingestuft. Die zulässige Höchstgeschwindigkeit auf russischen Autobahnen beträgt 110 km/h. Auf neueren Strecken, wie z. B. der M11, beträgt die Höchstgeschwindigkeit 130 km/h. Die meisten Autobahnen tragen die Nummerierung des föderalen Fernstraßennetzes oder einen eigenen Namen, da es in Russland kein eigenes Nummerierungssystem für Autobahnen existiert. Die einzigen vollständig als Autobahn ausgebauten Fernstraßen ist die M11, die Moskau mit Sankt Petersburg verbindet, und der Autobahnring um Sankt Petersburg A118, während alle anderen Autobahnen nur auf bestimmten Teilabschnitten der Fernstraßen existieren. Ausgeschildert sind sowohl die Autobahnen als auch die Nummernschilder der Fernstraßen mit grünem Hintergrund.

Nummerierung der Fernstraße M4 als Autobahn
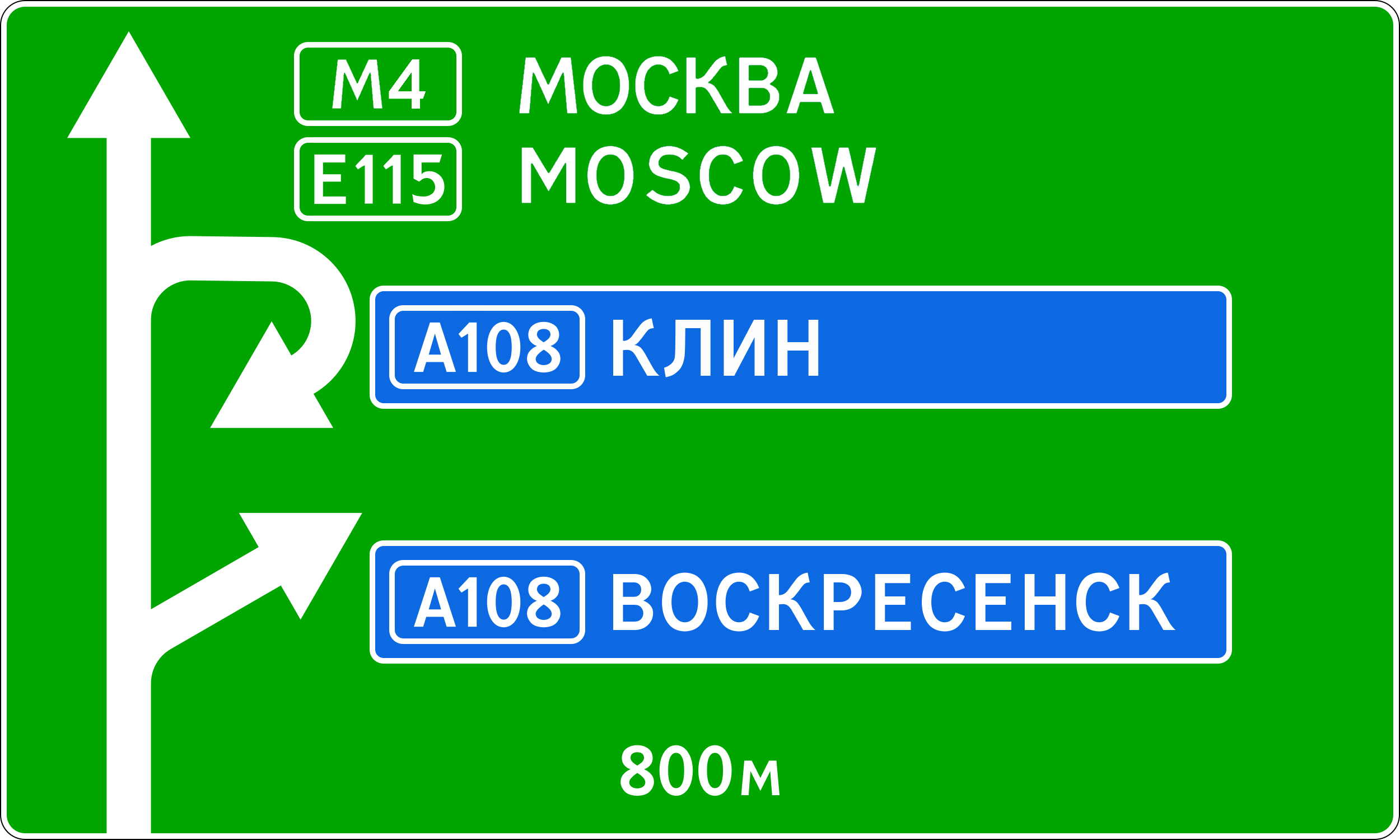
Vorwegweiser auf russische Autobahnen

## Schnellstraßen
Die Schnellstraßen in Russland werden dem Zeichen 5.3 gekennzeichnet und sind fast genauso wie Autobahnen ausgebaut. Es gibt jedoch einen Unterschied zu den Autobahnen. Während Autobahnen keine Zufahrten zu Ortschaften oder zu Straßen gleicher Ebene haben dürfen, ist dies bei Schnellstraßen erlaubt. Allerdings ist dies nur alle 5 km erlaubt, die Zufahrtsstraße darf die Schnellstraße nicht kreuzen und muss über einen Beschleunigungsstreifen verfügen. Schnellstraßen dürfen einen schmaleren Mittelstreifen als Autobahnen zwischen den Fahrbahnen haben, müssen aber durch Leitplanken abgetrennt sein.  In der Klassifizierung der föderalen Fernstraßen werden Schnellstraßen in die Kategorie 1B eingestuft. Die zulässige Höchstgeschwindigkeit auf russischen Schnellstraßen beträgt 110 km/h. Die Beschilderung der Schnellstraßen erfolgt wie bei den Fernstraßen in blauer Farbe. Ein eigenes Nummerierungssystem für Schnellstraßen gibt es auch in Russland nicht. Die Schnellstraßen tragen die Nummerierung der Fernstraßen oder haben einen eigenen Namen.

Nummerierung der Fernstraße M4 als Schnellstraße oder als normale Fernstraße
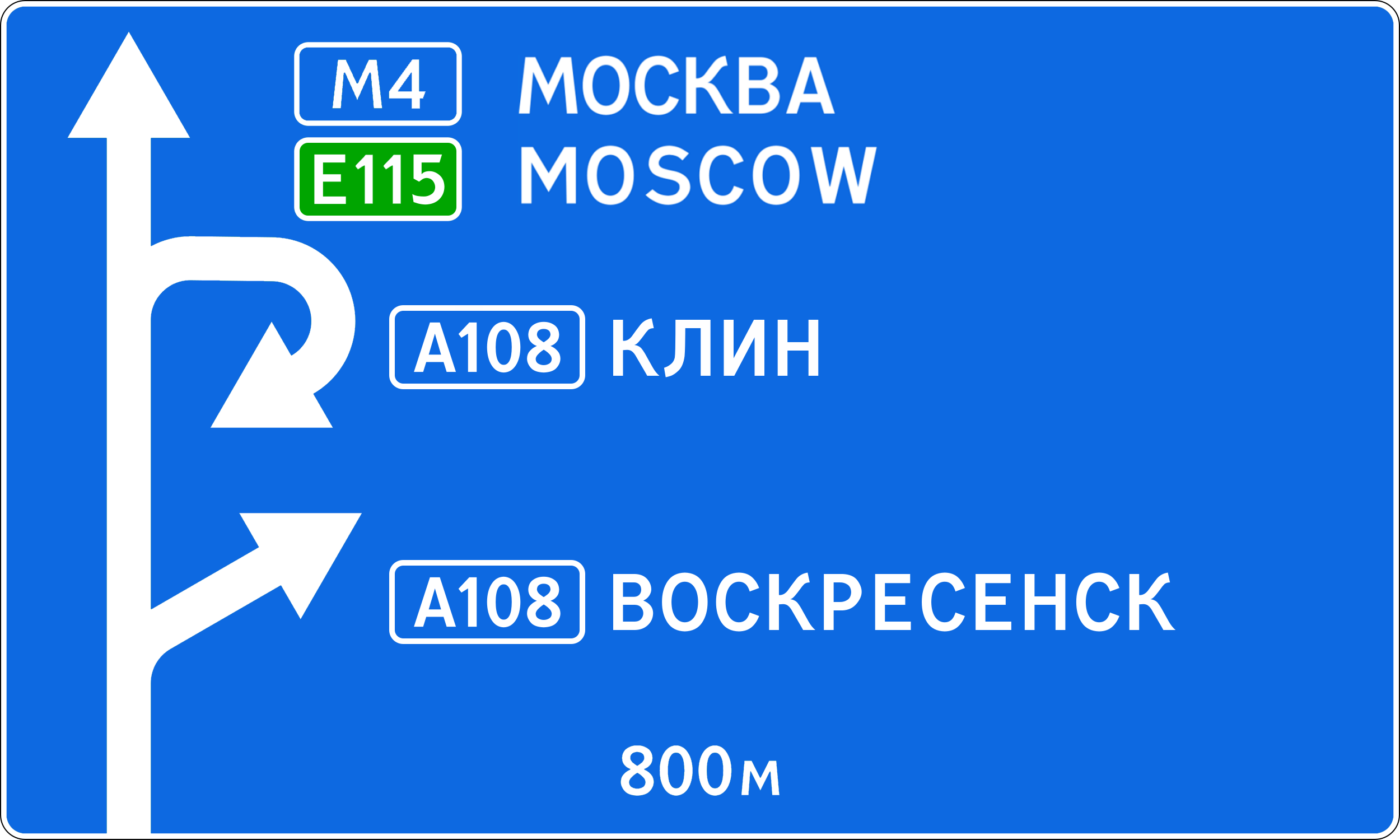
Vorwegweiser auf russische Schnellstraßen und Fernstraßen